# 帕霍基 (佛罗里达州)
帕霍基（英語：Pahokee），是美国佛罗里达州下属的一座城市。建立于1922年。面积约 为14平方公里（约合5.4平方英里）。根据2010年美国人口普查，该市有人口5,649人。论人口在本州排行第 203。